# Mut
| G14 | t · H8 | B1 |

| G14 | t · H8 | B1 |

Mut – w mitologii egipskiej bogini, żona Amona, matka Chonsu; bogini nieba, opiekuńcze bóstwo Górnego Egiptu.  
Początkowo wyobrażana była pod postacią sępa, a potem w postaci ludzkiej kobiety z czapką w formie sępa oraz koroną pschent.
Kult Mut był w czasie Średniego Państwa ograniczony do nomu dziesiątego, po tym jednak jak w epoce Nowego Państwa uznano ją za żonę Amona kult jest stał się znacznie szerszy. Miała swój okręg świątynny w Karnaku ufundowany przez Amenhotepa III, a w nim świątynię, połączoną aleją procesyjną z główną świątynią Karnaku - świątynią Amona. Corocznie, w czasie wielkiego święta Opet, odbywała się uroczysta procesja z udziałem faraona, w której posąg Mun wynoszono ze świątyni i wraz z posągami Amona oraz Chonsu niesiono i przewożono przez Nil na prawy brzeg do Medinet Habu. Podobną coroczną procesję z tymi samymi posągami urządzano w ramach Pięknego Święta Doliny, gdy wędrowały one z Karnaku do grobów królewskich w Deir el-Bahari. 
Inna świątynia Mut, również stojąca koło świątyni Amona, została ufundowana w ówczesnym głównym ośrodku politycznym Dolnego Egiptu, mieście Tanis przez Psusennesa I, a przebudowana przez późniejszych władców. Miał to być dolnoegipski odpowiednik kompleksu świątynnego Amona, Mut i Chonsu z Teb w Górnym Egipcie.